# Oswald Herbert Ernst

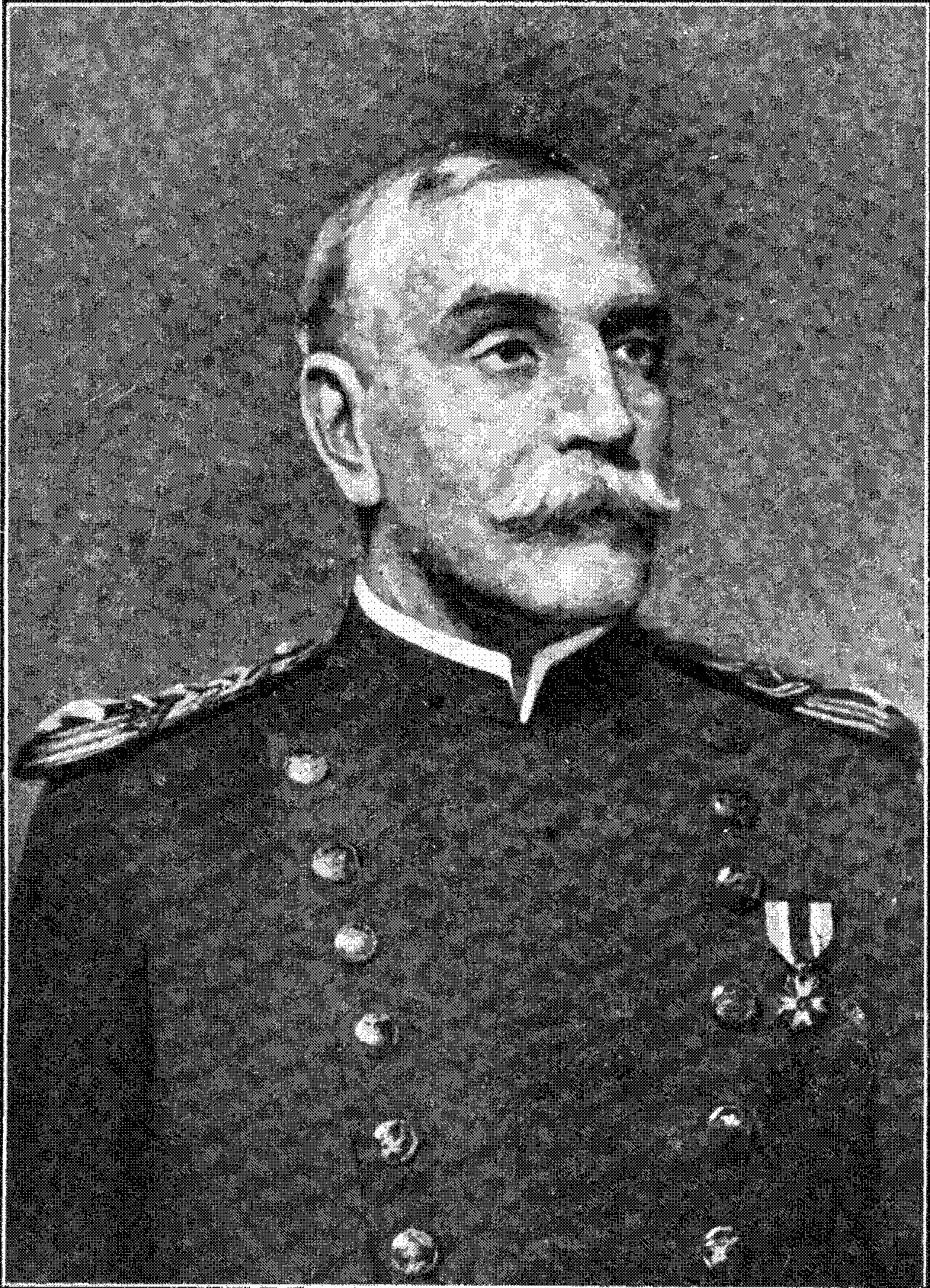
Oswald Herbert Ernst

Oswald Herbert Ernst (* 27. Juni 1842 bei Cincinnati, Ohio; † 21. März 1926 in Washington, D.C.) war ein Generalmajor der United States Army. Er war unter anderem als Superintendent Leiter der Militärakademie West Point.
Oswald Ernst war der Sohn eines deutschen Emigranten, der seine Heimat während der Herrschaft Napoleons I. verlassen hatte. Bis 1864 absolvierte er die Militärakademie in West Point. In diese Zeit fiel der Beginn des Amerikanischen Bürgerkrieges. Viele Kadetten aus den Südstaaten verließen 1861 die Akademie. Oswald Ernst blieb, wie auch sein Heimatstaat Ohio, der Union treu und machte am 13. Juni 1864 seinen Abschluss an der Akademie. Anschließend wurde er dem United States Army Corps of Engineers zugewiesen, wo er den Rang eines Oberleutnants (First lieutenant) erhielt. In der Folge nahm er an dem noch immer andauernden Bürgerkrieg teil. Er wurde mit einer Engineer-Einheit der Army of the Tennessee zugeteilt und nahm am Atlanta-Feldzug teil. Dabei war er im Juli 1864 an der Schlacht von Atlanta und dann an der Schlacht von Ezra Church beteiligt. Im Oktober 1864 kehrte er für zwei Wochen an die Akademie in West Point zurück, wo er seine im Kriegseinsatz gemachten Erfahrungen den Kadetten vermittelte.
Zwischen Dezember 1865 und Mai 1868 war Oswald Ernst in San Francisco in Kalifornien stationiert, wo er am Ausbau der Verteidigungsanlagen der Stadt beteiligt war. Zwischen Juni 1868 und Juni 1871 hatte er, nun als Hauptmann, das Kommando über eine in New Jersey stationierte Kompanie der Pioniere. Allerdings wurde er zwischen November 1870 und Anfang März 1871 für eine Sondermission nach Spanien ausgewählt. Dort sollte der auch astromisch interessierte Offizier am 22. Dezember 1870 eine Sonnenfinsternis beobachten und dokumentieren.
Zwischen 1871 und 1878 war Ernst wieder als Lehrer in West Point tätig. Dort lehrte er unter anderem militärisches Ingenieurwesen, militärische Signalübermittlung und Telegraphie. Anschließend war er fast über die kompletten 1880er Jahre wieder im regulären militärischen Einsatz. Dazu gehörte die Arbeit an vielen Flüssen des Landes, deren Regulierung dem Corps of Engineers oblag. Zu diesen Flüssen gehörten neben dem Osage River, dem Mississippi River und dem Missouri River auch einige Flussprojekte in Texas. Ernst, der seit dem 5. Mai 1882 den Rang eines Majors bekleidete, saß auch in einigen Kommissionen zur Kontrolle dieser Flüsse wie z. B. der Mississippi River Commission. Dabei ging es auch um den Bau von Brücken. Ende der 1880er Jahre wurde Ernst mit der Betreuung und Errichtung von Denkmalen betraut. Im September 1889 gehörte unter anderem das Washington Monument in der Bundeshauptstadt Washington zu den von ihm betreuten Objekten. Außerdem war er mit der Errichtung eines Denkmals für George Washington an dessen Geburtsort beauftragt und sollte den Zustand der Grabstätte von Thomas Jefferson verbessern. Bis 1893 war Ernst für die öffentlichen Bauwerke in Washington, D.C. verantwortlich.
Am 1. April 1893 wurde Oswald Ernst als Nachfolger von John Moulder Wilson zum neuen Leiter der Militärakademie in West Point ernannt. Dieses Amt bekleidete er bis zum 10. September 1898, als er von Albert Leopold Mills abgelöst wurde. In der Folge nahm Ernst am Spanisch-Amerikanischen Krieg teil. Dabei war er auf Puerto Rico eingesetzt, wo er als Kommandeur einer Freiwilligen-Division im Range eines Brigadegenerals an der Schlacht von Coamo teilnahm. Am 1. Januar 1899 wurde er zum Inspector General der auf Kuba stationierten Soldaten (Military Division of Cuba) ernannt. Diesen Posten bekleidete er bis Mai des gleichen Jahres. Zwischen Juni 1899 und März war Ernst auch Mitglied einer Kommission zur Planung eines Kanals durch Mittelamerika. Dabei handelte es sich um eine Planung im Vorfeld des etwas später tatsächlich erfolgten Baus des Panamakanals. In dieser Funktion besichtigte Ernst andere Kanäle auch in Europa und war mit der Suche nach einer passenden Trasse für den geplanten Kanal befasst. Anschließend erhielt er zwischen 1900 und 1901 das Kommando über die in Baltimore stationierten Pioniertruppen, die mit dem Ausbau der dortigen Befestigungen betraut waren. Danach war er in gleicher Funktion bis 1905 in Chicago tätig. Im Jahr 1906 ging Oswald Ernst im Range eines Brigadegenerals offiziell in den Ruhestand.
Auch nach seinem offiziellen Ausscheiden aus dem Militärdienst beschäftigte er sich mit ihm vertrauten Themen. So entwarf er zwischen 1906 und 1908 unter anderem für die East Side Levee Association in St. Louis Pläne zum Hochwasserschutz und für Deichanlagen am östlichen Flussufer des Mississippi River. Zudem war er an verschiedenen Projekten zur Trockenlegung von Flächen beteiligt. Außerdem war er an der Planung von Hochwasserschutzmaßnahmen am Miami River in Ohio beteiligt. Im Jahr 1916 wurde ihm von der Armee der Rang eines Generalmajors im Ruhestand verliehen. In seinem Ruhestand gehörte Oswald Ernst zahlreichen Organisationen an. Dazu gehörte auch die Mitgliedschaft im Vorstand der Panama Railroad Co.
Oswald Ernst hat sich neben seinen militärischen Tätigkeiten auch als Autor und Verfasser von Abhandlungen betätigt. Im Jahr 1873 erschien sein Werk Manual of Practical Military Engineering. Außerdem hat er in den Jahren 1874 bis 1876 zahlreiche Beiträge für Johnson’s Cyclopaedia verfasst. Anfang des 20. Jahrhunderts folgten weitere Veröffentlichungen.
Oswald Ernst starb am 21. März 1926 in Washington und wurde auf dem Nationalfriedhof Arlington beigesetzt. Im Jahr 1943 wurde das nach ihm benannte Marine-Transportschiff USS General O. H. Ernst in Dienst gestellt.